# Assemblée de la Noblesse de Nijni Novgorod
La maison de l'Assemblée de la Noblesse de Nijni Novgorod (Дом дворянского собрания) est un édifice du patrimoine architectural protégé de la ville de Nijni Novgorod en Russie. Il se trouve dans le centre historique de la ville au n° 18 de la rue Bolchaïa Pokrovskaïa. Elle a été construite en 1822-1826 par l'architecte de la province de Nijni Novgorod, Ivan Efimov, en style néoclassique. 

## Histoire
C'est après la publication en 1785 par l'impératrice Catherine II de la charte de la Noblesse que les propriétaires de domaines terriens de la région de Nijni Novgorod commencent à se réunir régulièrement tandis qu'une chancellerie spéciale est formée pour la conduite des affaires. L'activité des nouvelles institutions reprend habituellement en automne et en hiver, alors que les nobles mettent fin à la saison agricole et passent ces mois en ville où la saison mondaine bat son plein, comme ailleurs en Europe. Des concerts et des bals se tiennent alors au Kremlin et au théâtre Chakhovskoï dès le début du XIXe siècle. La noblesse décide alors de faire bâtir son propre bâtiment administratif.
Le maréchal de la noblesse de Nijni Novgorod, G.A. Grouzinski, commande en 1815 auprès de l'architecte d'Arzamas Mikhaïl Korinfski la construction de ce nouvel édifice. Le 7 août 1816, les plans et les projets des façades sont envoyés à Saint-Pétersbourg pour examen, mais le conseil de l'Académie impériale des beaux-arts les rejettent. Ils comprenaient une haute coupole au-dessus d'une colonnade, mais l'ampleur du projet n'était pas techniquement compatible avec la rigueur de l'hiver russe. 
Le 19 août 1822, l'on achète un terrain au croisement de la rue Bolchaïa Pokrovskaïa et de la rue Staraïa Varvarskaïa (plus tard rue de la Noblesse, aujourd'hui rue Oktiabrskaïa), formant un angle sur la place qui s'est formée à la fin du XVIIIe siècle. Le nouveau projet est confié à Ivan Efimov, architecte de la province, dont les plans sont approuvés en septembre 1822. La construction est terminée en 1826. Un premier bal s'y tient dès décembre 1826.

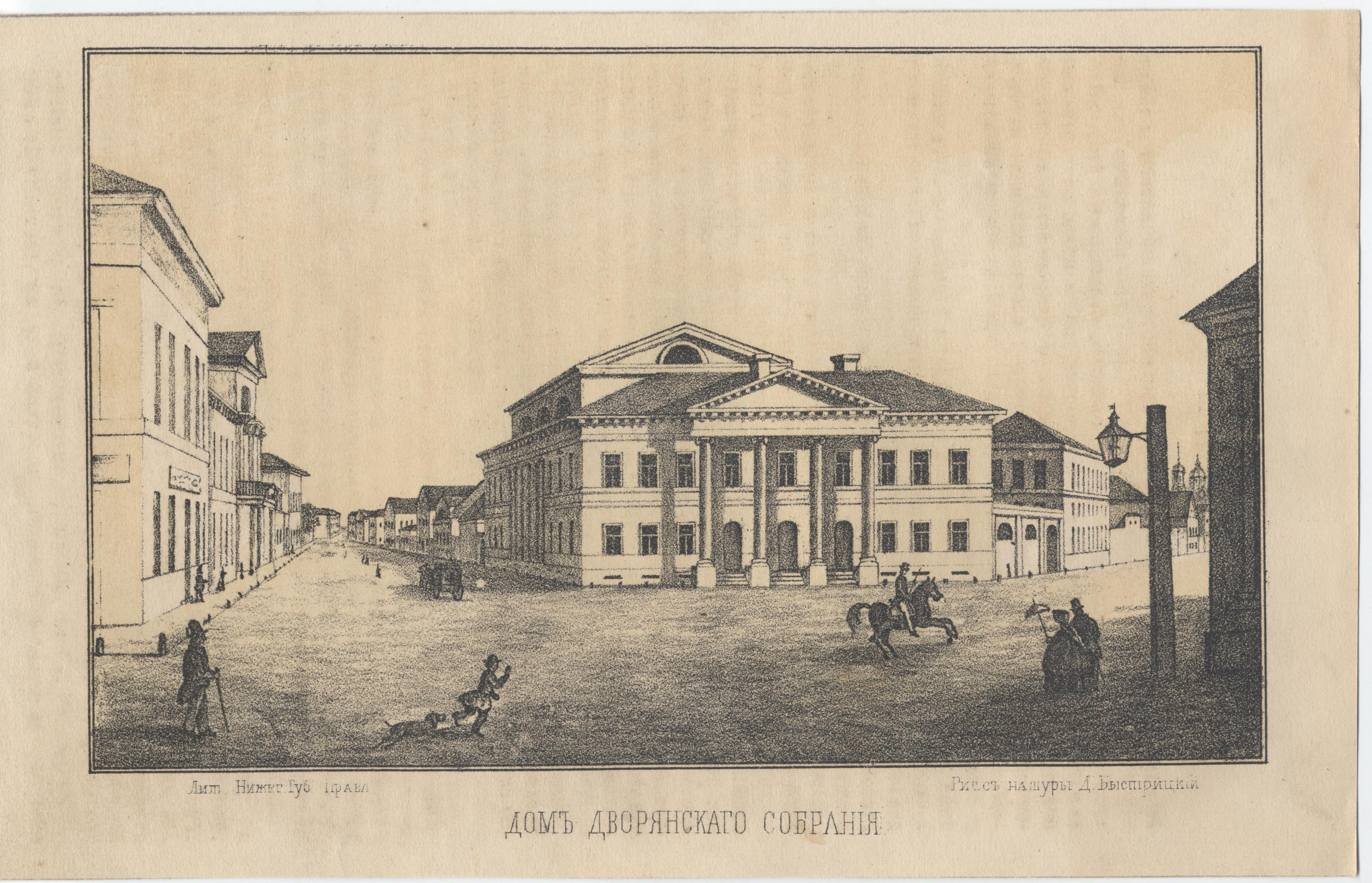
Gravure du milieu des années 1850 (par Bystrytski).

Des bâtiments annexes donnent sur la rue Bolchaïa Pokrovskaïa et la rue de la Noblesse. On remarque sur une gravure de 1857 l'annexe construite en pierre avec deux étages supérieurs. 
La maison de l'Assemblée de la Noblesse connaît de longues années d'aménagement, notamment concernant la décoration intérieure et prend son aspect final dans les années 1870, avec la construction d'une aile à un étage en 1870-1873. On y installe le club de la Noblesse qui comprend une grande salle, une salle à manger, une salle de billard, un salon, une salle de lecture avec une bibliothèque. En 1878-1881, ce bâtiment est en partie réaménagé pour abriter l'appartement du président de l'Assemblée de la Noblesse du gouvernement de Nijni Novgorod.   
Des personnalités connues ont travaillé pour cette assemblée comme les décembristes Ivan Annenkov et son épouse Pauline Geuble, Alexandre Mouraviov, Alexandre Oulybychev, Nikolaï Dobrolioubov, Taras Chevtchenko, le baron Andreï Delvig, etc. C'est dans la salle des colonnes que l'on fit la lecture du manifeste de l'abolition du servage, que l'on donna pour la première fois à Nijni Novgorod le Requiem de Mozart, des concerts de Balakirev. Une école des beaux-arts y organisait des expositions et des spectacles.
Après la révolution de 1917, diverses organisations s'y installent jusqu'en 1922, comme le comité alimentaire de la province, l'Union du lait, etc. Nadejda Kroupskaïa prononça dans la grande salle un discours d'agitation politique, et Mikhaïl Kalinine s'y exprima. Le 3 septembre 1922, le club central Sverdlov s'y installe. On y construit des installations intérieures pour les besoins de cette organisation. L'édifice reçoit le statut de monument du patrimoine historique et culturel en 1960.
En 2007, l'édifice passe à la propriété d'une firme commerciale privée. Celle-ci y installe diverses organisations culturelles, des magasins et des bureaux. Le monument a gardé son apparence originelle du XIXe siècle. Les annexes de service et les bâtiments de bois dans la cour ont quant à eux disparu.

## Architecture

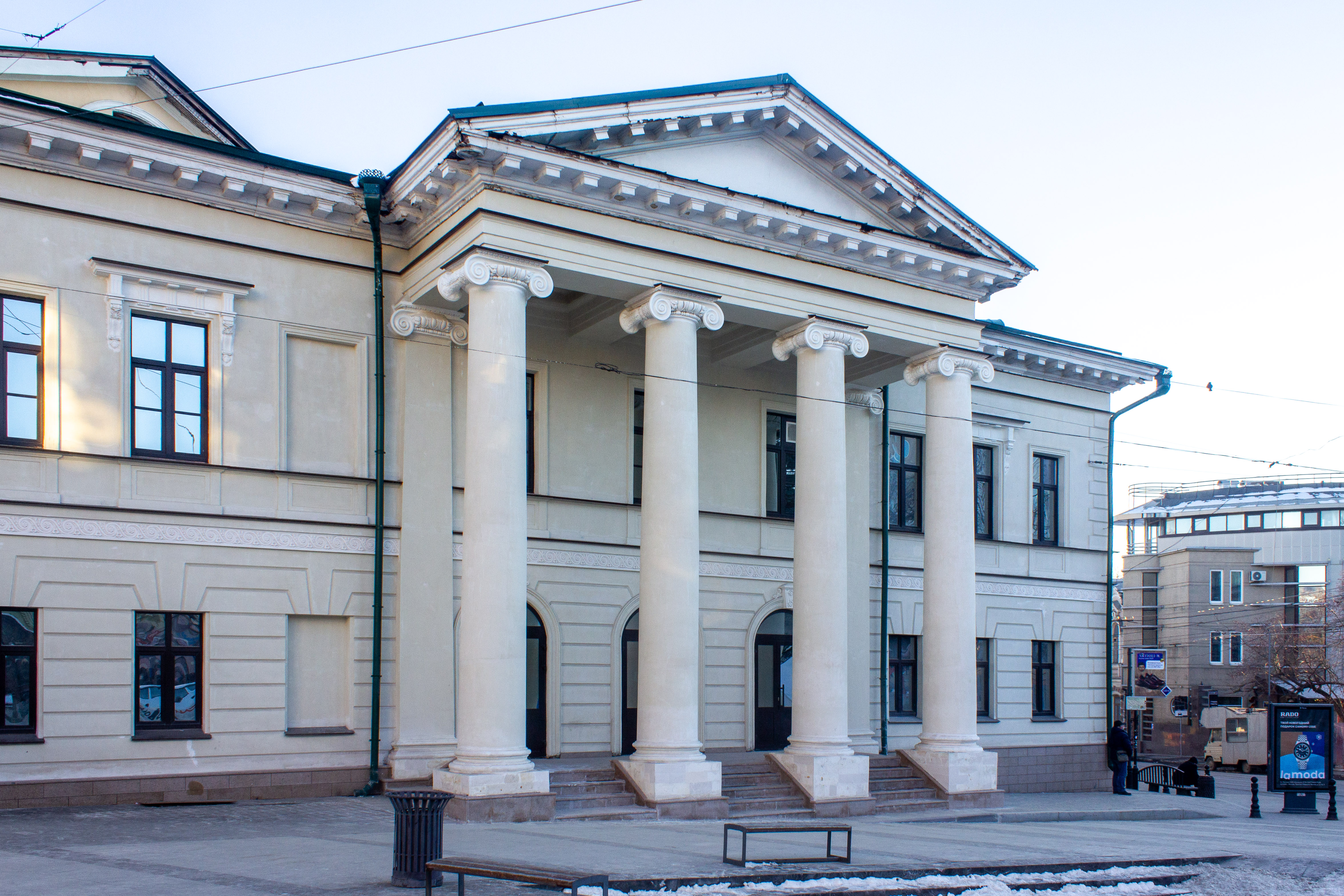
Portique ionique.

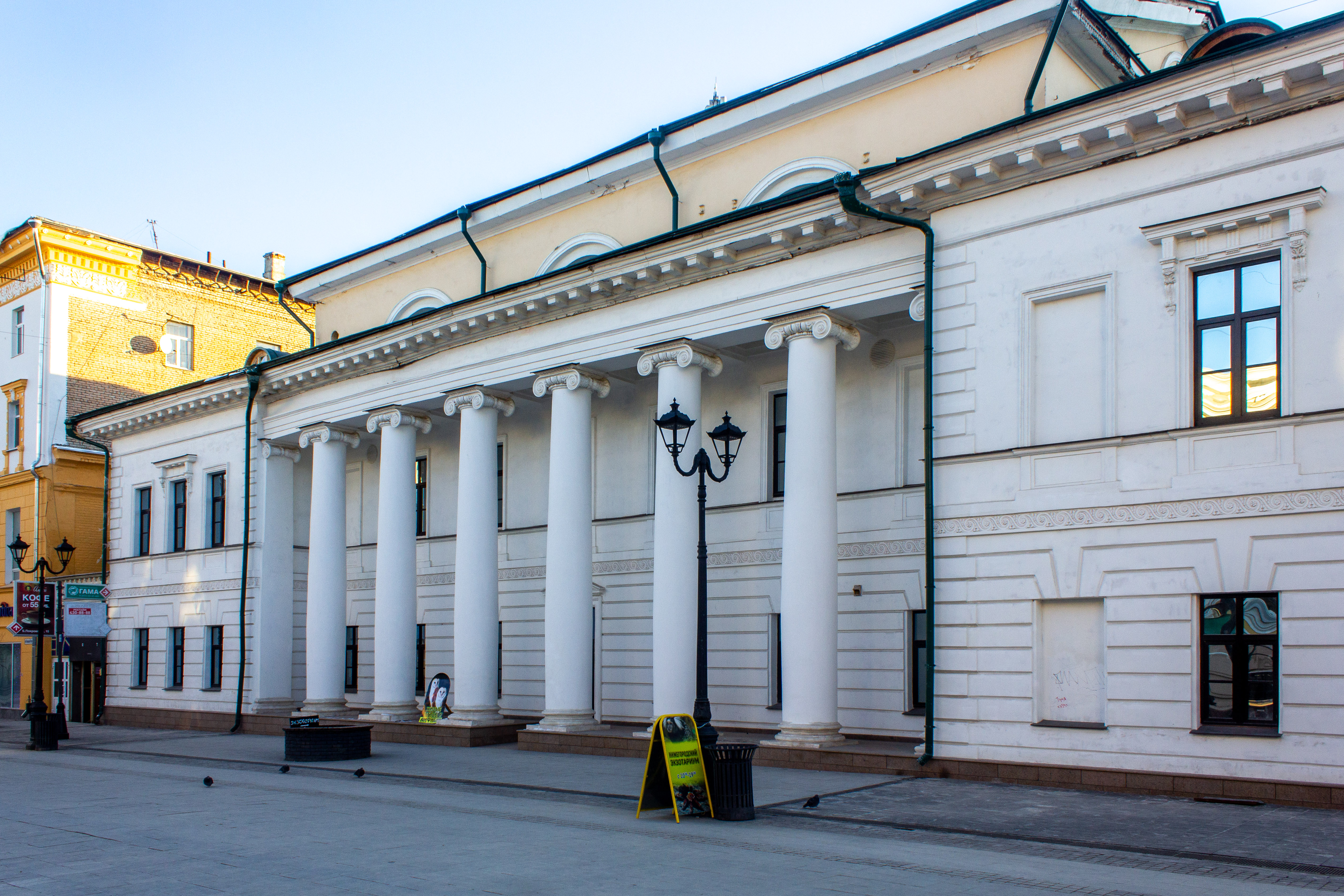
Loggia à six colonnes ioniques sur le côté.

Cet édifice représente un bel exemple de classicisme russe avec son portique tétrastyle ionique donnant sur la place et formant écho à la façade à colonnes de l'hôtel particulier du général P.B. Grigoriev situé en face. La loggia héxastyle de côté sur un socle de pierre blanche fait écho avec la colonnade du balcon de la maison du gouverneur militaire. L'édifice est en parfaite harmonie avec les ensembles architecturaux de cette partie de la ville,.

### Intérieurs
L'édifice abrite une grande salle à deux hauteurs dépassant la corniche donnant sur la rue Bolchaïa Pokrovskaïa avec un fronton. Le premier étage consiste en une enfilade de cinq grandes salles, dont la grande salle à colonnes et le salon rond occupant un angle et comprenant l'escalier d'honneur. Le rez-de-chaussée est démoli et reconstruit avec un grand vestibule et une salle ronde d'angle servant aux services administratifs de l'Assemblée de la Noblesse. La grande salle à colonnes est ornée de vingt colonnes (jumelées aux angles), soutenant le chœur et conçues pour l'orchestre et pour les spectateurs. Cette salle est la seule de Nijni Novgorod à être conservée de l'époque du classicisme,.
Cette salle à colonnes conserve ses colonnes ioniques, son balcon à balustrade, sa corniche à modillons, son plafond géométrique, sa voûte vitrée, la frise à méandres du plafond, la rosette du plafond. Le salon rond conserve sa corniche profilée. L'édifice possède un poêle d'époque à carreaux vernissés, des portes à lambris pour les paliers de l'escalier d'honneur, celui-ci étant en marbre avec des garde-corps. L'on remarque aussi ses grilles, son escalier en bois menant au balcon de la salle aux colonnes, le grand miroir de l'escalier d'honneur avec un cadre profilé rectangulaire sur un palier dont on peut admirer la corniche sur consoles et ses frontons à modillons.